# Мартовщук Оксана Степанівна
Мартовщук Оксана Степанівна — ланкова у колгоспі с. Леміщиха Жашківського району Черкаської області.

## Робота
З 1935 року Оксана Степанівна Мартовщук працювала на різних роботах у колгоспі с. Леміщиха Жашківського району Черкаської області.
У повсякденній праці, в боротьбі за збільшення виробництва сільськогосподарської продукції швидко минав час. У сімʼю Оксани Степанівни під час Великої Вітчизняної війни прийшло горе: на фронті загинув чоловік. Та горе не зломило жінку. І коли в Леміщисі після звільнення її від фашистських загарбників почало відроджуватися життя, на передній край боротьби за великий хліб разом з іншими ентузіастами колгоспного виробництва прийшла й Оксана Степанівна. Будучи ланковою, вона доклала всіх зусиль, щоб збільшити врожаї озимої пшениці. Саме тут найбільше проявились її організаторські здібності.

## Досягнення
Сумлінна праця колгоспних трудівниць дала відрадні наслідки: врожайність пшениці підвищилася до 40 і більше ц. з га, а невтомній ланковій О. С. Мартовщук у 1947 році було присвоєно звання Героя Соціалістичної Праці.

## У мистецтві
Скульптурний портрет Героїні у 1949 році виконала скульптор Ірина Матвієноко.